# Marko Kristal
Marko Kristal   (Tallinn, 2 de juny de 1973) és un exfutbolista estonià de la dècada de 1990.
Fou 143 cops internacional amb la selecció d'Estònia. He made a total of 143 appearances for Estonia, scoring nine goals.
Pel que fa a clubs, defensà els colors de Flora.
Trajectòria com a entrenador:
- 2005–2007: Estònia (assistent)
- 2008–2009: Levadia (assistent)
- 2010–2011: Tammeka
- 2012–2015: Levadia
- 2018: Tulevik
- 2018-avui: Tabasalu